# Frankfurter Hut

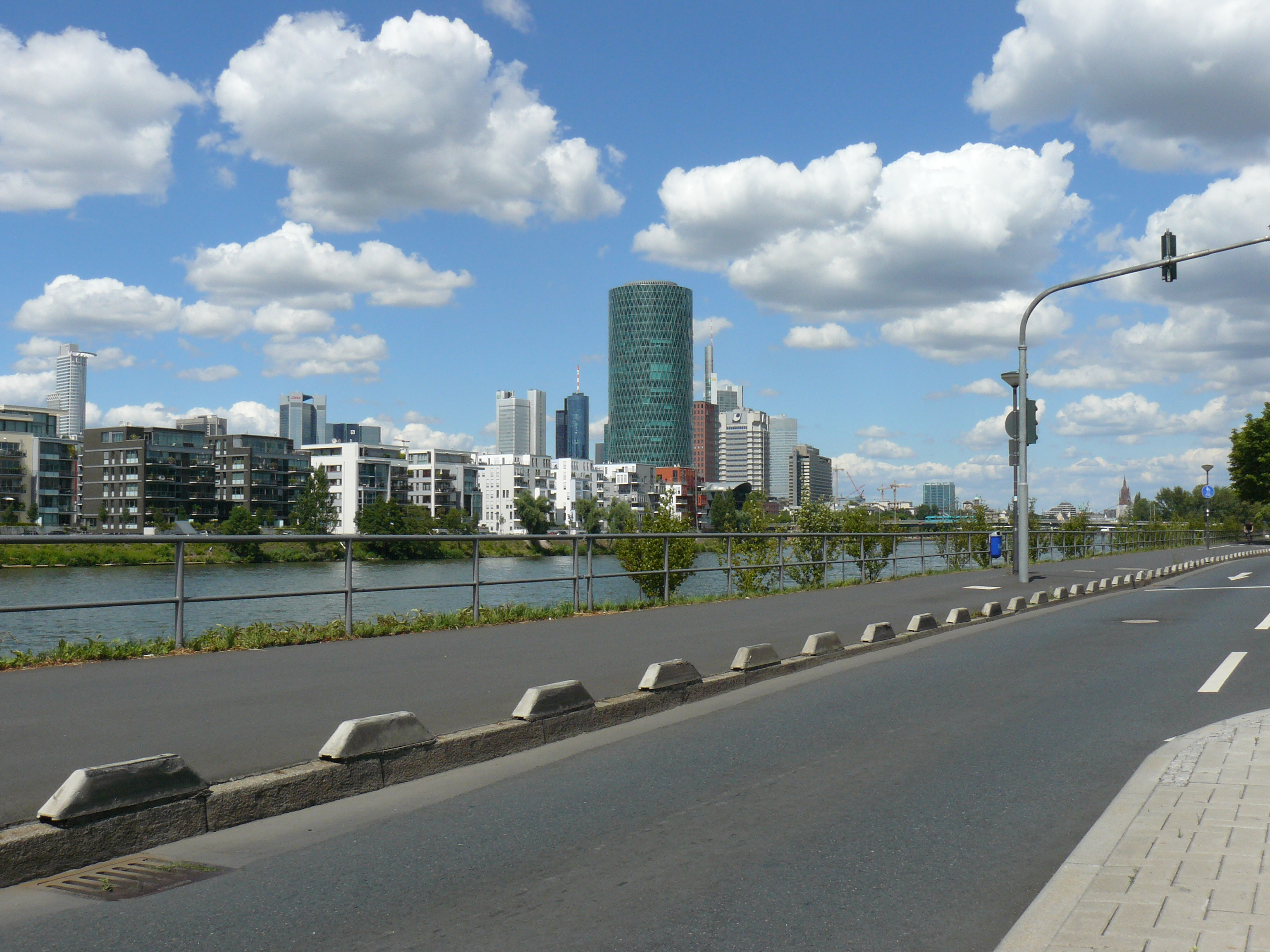
Straße am Mainufer mit Frankfurter Hüten als Trennung zwischen Fahrbahn und Geh- und Radweg

Der Frankfurter Hut ist ein von der Stadt Frankfurt am Main zusammen mit der Firma Lüft entwickeltes Bauelement, das zur Regelung und Lenkung des Straßenverkehrs dient. Er soll verschieden genutzte Verkehrsflächen deutlicher abtrennen und somit beispielsweise Falschparken auf Geh- und Radwegen verhindern.
Der Frankfurter Hut wird aus Kunststoff hergestellt und ist 75 cm lang, 15 cm hoch und 12 cm breit und verjüngt sich nach oben auf 6 cm. Er ist an beiden Enden abgeschrägt. Der Hut wird mittels zweier Schrauben auf einem Bordstein oder direkt auf der Fahrbahn aufmontiert. Durch diese Erhöhung wird laut den Erfahrungen der Stadt Frankfurt das Falschparken in den meisten Fällen verhindert, während durch die Montage auf dem Bordstein bzw. auf der Fahrbahn Fußgänger weiterhin die Straße queren können.
Das Element wird mittlerweile unter anderem in Geisenheim, Mannheim, Kiel, Stuttgart und Köln verwendet.